# Nemocnice Mariánské Lázně
Nemocnice Mariánské Lázně je zdravotnické zařízení v Mariánských Lázních v Karlovarském kraji. Vznikla roku 1894, kdy disponovala 24 lůžky. Na počátku 20. století, roku 1913, zde vídeňský profesor Hans Rubrit založil jedno z prvních urologických oddělení na území Rakousko-Uherska. Během přestavby v roce 1928 byla vybudována patrová nástavba nad stávající objekty. O dva roky později (1930) pak přibyl operační sál a nemocniční kaple. V té době mělo zařízení kapacitu 45 lůžek.
Vlivem přestavby na přelomu let 1949 a 1950 se zvýšil počet nemocničních lůžek na 218. Roku 1954 přibyla oční a ORL oddělení. Následující rok (1955) vzniklo rentgenologické oddělení. Po sametové revoluci byla privatizovaná a postupně se střídali její majitelé. Mezi roky 2008 a 2011 ji například vlastnil Roman Šmucler.